# Пандора (роман)
«Пандо́ра» — роман ужасов, часть цикла «Вампирские хроники» Энн Райс. Книга описывает жизнь (и нежизнь) вампирши Пандоры и является одной из двух книг серии «Новые вампирские хроники».

## Персонажи
- Пандора (англ. Pandora) — главная героиня романа от лица которой и ведётся повествование.
- Мариус Римский (англ. Marius de Romanus) — создатель Пандоры, её любимый.

### Второстепенные персонажи
- Дэвид Тальбот (англ. David Talbot) — новорождённый вампир. Прежде чем перевоплотиться был семидесятипятилетним научным сотрудником ордена «Таламаска».
- Аржун (англ. Arjun) — вампир, компаньон Пандоры, её возлюбленный.

## Сюжет
Пандора родилась под именем Лидия в Римской республике, за несколько лет до рождества Христова, в семье сенатора. Она имеет высокий рост, волнистые коричневые волосы и златокарие глаза. Как и многие другие римские женщины-патриции того времени, Пандору обучили письменности и поэзии, особенно трудам Овидия. С Мариусом она встречается впервые в возрасте десяти лет, тогда как ему уже было двадцать пять. Мариус просит у её отца руку дочери, но получает отказ. Через пять лет, Лидия опять видит Мариуса на фестивале и умоляет отца позволить ей выйти за него. Отец опять отказывает.
Через несколько лет в Риме меняется власть — на престол восходит новый император. Семью Пандоры предаёт её собственный брат. В результате, вся семья погибает, за исключением брата-предателя и Пандоры. Её увозит близкий друг отца в Антиох (предварительно изменив её имя). По воле случая, она опять встречается с Мариусом, через двадцать лет после их последней встречи. Но Пандора не знает что Мариус уже стал вампиром.
В конце концов, она узнаёт правду о том кем Мариус стал, а также о том что он прячет и оберегает короля и королеву вампиров. Некоторое время, Мариус и Пандора вместе хранят королевскую пару. Но затем их обнаруживает вампир Акабар, который желает заполучить могучую и древнюю кровь королевы Акаши. Хотя Мариусу и Пандоре удаётся помешать планам Акабара, он в отместку выпивает почти всю кровь Пандоры. Чтобы спасти её, Мариусу не остаётся выбора кроме как сделать её вампиром. Эта пара остаётся вместе ещё два столетия, прежде чем поспорить и разойтись. Позже, Мариус возлагает всю вину за это на себя: он считает себя учителем, желающим передать всё что он знает своим ученикам, но у Пандоры, будучи вольной птицей и образованной, нет терпения для уроков. За время их пребывания вместе, Пандора против воли Мариуса превратила одного из своих рабов в вампира. Он сразу их покинул, и его больше никто не видел.
В следующий раз, Мариус и Пандора встречаются на бале в Дрездене во второй половине XVIII века. Мариус безуспешно пытается убедить Пандору покинуть её компаньона Арджуна и вернуться к нему, так как он считает что Арджун силой удерживает подругу. Хотя внешне Пандора отрицает это, в своём журнале она признаёт, что у неё не хватало силы воли покинуть Арджуна.
В следующий, и последний, раз, Мариус и Пандора встречаются в 1985 году, где они являются двумя из тринадцати вампиров переживших геноцид Акаши и собравшихся в доме Маарет. За всё время, Пандора редко говорит и постоянно смотрит в окна.
Как и многие другие вампиры, Пандора является угрюмой, отчаявшейся бессмертной, которая изначально желала бессмертия, но вскоре пожалела о своём выборе, превращаясь в тёмного, апатичного циника. По мнению Лестата, Пандора имела проблемы задолго до того как она стала вампиром, так как она является единственной из вампиров, не получивших видения о Маарет и Мекаре. Во время решающего момента в Сономе, когда Акаша прямо даёт Пандоре выбор (присоединиться к ней либо умереть), Пандора лишь тихо отвечает, что она не может пойти на то, что требует Акаша, и стоически принимает идею своей смерти.
Даже после уничтожения Акаши, Пандора всё ещё остаётся отчуждённой от остальных вампиров, постоянно смотря музыкальные клипы и полностью игнорируя Мариуса, который любовно за ней ухаживает. В отличие от других выживших вампиров, в Пандоре не наблюдается чувства восстановления и безопасности, и она покидает Ночной остров Армана в одиночестве.
Вскоре после событий романа «Мемнох-дьявол» и до событий книги «Вампир Арман», с Пандорой встречается Дэвид Тальбот. Он просит её написать историю своей жизни в кафе в блокнотах которые он её дал. Описав автобиографию, Пандора пишет, что она планирует искать Мариуса в Новом Орлеане, а также посмотреть в глаза Лестата и попытаться понять, что же он увидел.

## «Королева проклятых»
В кинофильме «Королева проклятых», Пандору сыграла актриса Клаудия Блэк. В отличие от книги, в фильме, Пандора погибает во время битвы с Акашей.